# Шрем
Шрем (на полски: Śrem; на немски: Schrimm) е град в Централна Полша, Великополско войводство. Административен център е на Шремски окръг и Шремска община. Заема площ от 12,37 км2.

## География
Градът се намира в историческия регион Великополша. Разположен е край двата бряга на река Варта, южно от Познан.

## История
Шрем е един от най-старите градове във Великополша, за пръв път е споменат в писмен документ през 1136 година. Градски права получил през 1253 година от княз Пшемисъл I Великополски.
В периода (1975 – 1998) градът е част от Познанското войводство.

## Население
Населението на града възлиза на 29 845 души (2017 г.). Гъстотата е 2413 души/км2.
Демография:
- 1937 – 8000 души
- 1946 – 8300 души
- 1970 – 15 000 души
- 1989 – 27 700 души
- 2000 – 31 800 души
- 2009 – 29 951 души
- 2017 – 29 845 души

## Личности
Родени в града:
- Юзеф Енглих – полски политик
- Зенон Яскула – полски велосипедист, олимпийски медалист
- Йежи Юрга – полски художник
- Юзеф Немоевски – полски военен, генерал
- Олга Рудницка – полска писателка
- Херман Шребер – немски доктор по Философия, равин
- Яцек Томчак – полски шахматист

## Градове партньори
- Rožnov pod Radhoštěm, Чехия
- Берген (Долна Саксония), Германия
- Morges, Швейцария

## Фотогалерия
- Църква „Успение Богородично“
- Окръжната болница
- Паметник на „Юзеф Вибицки“
- Водна кула
- Музеят в Шрем
- Културен център
- Градската библиотека